# Mazauru
Mazauru (arab. مزاورو; fr. Mezaourou)  – jedna z 52 gmin w prowincji Sidi Bu-l-Abbas, w Algierii, znajdująca się w środkowej części prowincji, około 43 km na południe od Sidi Bu-l-Abbas. W 2008 roku gminę zamieszkiwało 6870 osób. Numer statystyczny gminy w Office National des Statistiques d'Algérie to 2206.